# Аналитичко сликарство
Аналитичко сликарство је правац у уметности који се развио крајем шездесетих година 20. века из концептуалне уметности. Главна карактеристика овог правца је одрицање садржајног и композиционог контекста у корист разматрања сликарских могућности и анализе сликарског концепта. Тако се испитује дејство боје, носилаца слике и површине слике при чему се боја одваја од своје улоге као једино средство обликовања и сама постаје садржај слике. Један од главних представника је био Р. Рајмен. Назив правцу дао је Павел Филонов.